# Arapuša
Arapuša falu Bosznia-Hercegovinában, a Bosznia-hercegovinai Föderáció Una-Szanai kantonjában, Bosanska Krupa községben.

## Fekvése
Bosznia-Hercegovina északnyugati részén, Bihácstól légvonalban 31, közúton 46 km-re keletre, Bosanska Krupa központjától légvonalban 8, közúton 11 km-re keletre fekvő dombos, erdős területen, a Nebešić, a Greda, a Nišić, a Vedro brdo, a Bubreg és a Novakovića brdo dombok között található. Gornji Petrovići, Donji Petrovići, Srednji Dubovik, Zalin és Gornji Bušević településekkel határos. Több településrészből áll: Sedići, Barice, Luke, Hasanovići, Osmanagići, Donja Mahala (Čauševići), Kurtovići (újabb nevén Kosovo) és Topinovac. A településen (pontosabban Donja Mahalán) keresztül folyik az Arapuški-patak, amelyet Mlaka rijekának hívnak. A település délkeleti részén, a Nišić-hegy alatt folyik a Vojskova-patak.

## Népessége
| Nemzetiségi csoport | Népesség 1991 | Népesség 2013 |
| ------------------- | ------------- | ------------- |
| Szerb               | 21            | 3             |
| Bosnyák             | 513           | 268           |
| Horvát              | 0             | 0             |
| Jugoszláv           | 1             | 0             |
| Egyéb               | 1             | 2             |
| Összesen            | 536           | 273           |

## Története
A régészeti leletek tanúsága szerint a település területe már a bronzkortól fogva lakott volt. A falu délkeleti részén fekvő kerek dombon, a Bubreg lelőhelyen bronzkori település és egy középkori vaskohó maradványait tárták fel. Ezen a helyen a helyiek már korábban is találtak őskori eredetű kerámiákat, valamint tégla, kő és habarcs töredékeket, vasérc és salak maradványokat. 1967-ben Branka Raunig vezetésével régészeti feltárást folytattak a lelőhelyen, ahol egy 20x6 méteres épület alapfalait, számos, vasból készített szekercét, csákányt, vaséket és egyéb vasból készült maradványokat ástak ki.
A mai település eredetét Milan Karanović etnológus kutatta fel a 20. század elején. Arapuša falut egy bizonyos Arapagáról nevezték el, aki 1565-ben a Krupa várának oszmán meghódításáért vívott harcokban tüntette ki magát. Állítólag Krupa meghódítója, Musztafa Szokolovics pasa érdemeiért adta Arapagának a meghódított területen ezt a földterületet, amelyet ő választott, és ahol később a róla elnevezett település létesült. A település közepén épített egy tornyot, amely egészen 1876-ban történt leégéséig működött. Arapagától származnak az Osmanagić, Kurtović és Ibrahimović családok. Később Arapaga testvére, Čauš is itt telepedett le, akitől a Čauševićek származnak. Az 1699-es karlócai béke után Likából a Sedić, Vilić és Subašić családok költöztek ide. A Sedićektől származnak a Hasanovićok. Nem tudni, hogy a Rejzovići és Mulahmetovići és Čolić családok honnan valók. Az osztrák-magyar közigazgatás Bosznia-Hercegovinába érkezése előtt a szomszédos Badićiból érkeztek Arapušába a Velagić és Mujkić, Otokából a Komić, Veliko Dubovikból pedig a a a Harbaši család érkezett.
Az osztrák-magyar kormányzás idejéből Bosznia-Hercegovinában végzett népszámlálások, az 1879-ből, 1885-ből, 1895-ből és 1910-ből származó négy összeírás szerint Arapuša vidéki település a Bosanska Krupa-i járásban. Az 1879-es népszámlálás szerint Arapušának 48 háza és 287 lakosa volt (130 nő és 157 férfi). Mindannyian "muhamedánok". Az 1895-ös népszámlálás szerint Arapuša a hozzá tartozó falvakkal (Arapuša, Donja Mahala, Greda, Kosa, Luke pod-Stranom, Markovac, Nišić, Fiume) szerepel a listán. Ekkor 53 ház volt itt (49 lakott és 4 lakatlan), 331 lakossal (136 nő és 195 férfi). A vallási szegmensben 322 mohamedán és 9 ortodox volt. Szociális státusz szerint minden lakos (331) mezőgazdasággal foglalkozott. A lakosság 299 szabad gazdára (45 családfő és 254 családtag) és 32 jobbágyra (3 családfő és 29 családtag) oszlottak. Amikor Milan Karanović Arapusában tartózkodott Arapaga tornya romokban hevert. A romok a 20. század közepéig léteztek. A második világháború után a torony köveit elemi iskola építésére használták fel. Ugyanezen a helyen 1964-ben mecsetet építettek. Bár ma már nincs torony, ma is azt mondják a mecset lábánál lakókról, hogy a torony mögött laknak.
1941. július végén Arapušát usztasák szállták meg, aminek következtében a helyi lakosság Bosanska Krupába menekült. A lakosság bosnyák és muszlim volt, a környező szerb és ortodox lakosság pedig két csoportra oszlott, vagy a csetnikekhez vagy a partizánokhoz tartoztak, és egymással is konfliktusban álltak. Arapuša lakossága az egész háborút száműzetésben töltötte, főleg az usztasa állam NDH által ellenőrzött területen. Arapušát 1941. augusztus 23-án felégették, ekkor 82 lakóház és mintegy 150 mezőgazdasági épület égett le. A második világháború befejezése után a lakosság visszatért, és elkezdték újjáépíteni településüket. Az 1945-1952 közötti időszakban. Arapuša település Donji Dubovik és Donji Petrovići településekkel együtt a helyi népbizottság része volt, amelynek székhelye Donji Petrovići faluban volt. Így szerveződött a település egészen 1952-ig, amikor is a helyi bizottságokat községekké szervezték át. Arapuša községhez Arapuša, Donji Dubovik, Mali Dubovik, Srednji Dubovik, Veliki Dubovik, Gornji Bušević, Donji és Gornji Petrovići települések tartoztak.[ Arapuša volt a község központja a volt FNRJ kommunális rendszerének 1955-ös átszervezéséig. Ezután Bosanska Krupa területét négy településre osztották, és Arapuša Bosanska Krupa település részévé vált. A JSZK 1963-as alkotmányos felépítése szerint Bosanska Krupának egy önkormányzata és egy községi közgyűlése volt. A városon kívüli legnagyobb településeknek, nevezetesen: Bužim, Otoka, Arapuša, Jasenica és Hasani volt helyi irodája is.
Az 1965/1966-os tanévtől kezdve Arapuša nyolc évfolyamos általános iskolája volt "Vahida Maglajlić Általános Iskola" néven. Ekkor az iskolának összesen 616 tanulója volt (353 férfi és 263 női diák), ebből 140 felső tagozatos.
A boszniai háború idején arapušai helyi közösségében is konfliktusok kezdődtek. 1992. április végén a szomszédos szerb települések lakói és a JNA tartalékosai támadást készítettek elő a bosnyák többségű Bosanska Krupa ellen. Ezt követően olyan incidensek kezdődtek, amelyek a település ostromát, valamint a JNA tartalékosai által a lakosság zaklatását és kifosztását eredményezték. Ekkor ölték meg Jasminka Čauševićet. A Bosanska Krupa elleni támadás és az Una folyóig terjedő városrész elfoglalása, illetve a Bosanski Petrovac-i megállapodás után Arapuša település lakosságát 1992. május 1-jén Sanski Most község falvaiba telepítették ki. A lakosság egy része Sanski Mostról Bosanski Petrovacon és Ripačon keresztül Bihácsra és Bosanska Krupa község többi részére, egy részük 1992 szeptemberében Travnik környékére költözött, egy kis része pedig ott maradt Sanski Most településen, ahol megvárták a háború végét. Arapuša azon lakói, akik átkeltek az Una folyón, ott várták meg a háború végét. A travniki menekültek Nyugat-Európába (főleg Szlovéniába, Horvátországba és Németországba) költöztek. Egy részük a híres 17. hegyi brigád tagjaként a travniki laktanyában maradt.
A boszniai háború alatt szerb lakosság lakta a települést. A visszatérők a háború után a települést részben leégve és kifosztottan találták. A lakosság egy része, főként az idősek visszatértek a településre, míg ma a fiatalabb lakosság nagy része Európa-szerte és a világban él. A daytoni megállapodás értelmében a Bosznia-hercegovinai Föderációhoz tartozó Bosanska Krupa település és a Boszniai Szerb Köztársasághoz tartozó újonnan megalakult Krupa na Uni település közötti választóvonal Arapuša településen húzódott át. Kiegészítő megállapodás alapján a település teljes egészében a Bosznia-Hercegovinai Föderációhoz csatolták, cserébe Hasani település (Branko Ćopić író szülőhelye) a Boszniai Szerb Köztársaságé lett. Felújították az iskolát és a klinikát. A vízellátó hálózatot megerősítették. Az iskola és a vízhálózat rekonstrukciójában az olasz civil alapítványok nagy szerepet vállaltak. A lakosság ma főként mezőgazdasággal és gyümölcstermesztéssel foglalkozik.

## Oktatás
A települést ma túlnyomó többségben bosnyákok lakják. A boszniai háború előtt több szerb nemzetiségű család is élt a településen, többségében az ott dolgozó pedagógusok és iskolaőrök családjai. Az iskola a Bosanska Krupa-i 2-es számú Általános Iskola regionális iskolája. Korábban Vahida Maglajlić Általános Iskola néven önálló oktatási intézmény volt, amely egy nemzeti hősről, a banja lukai Vahida Maglajlićról kapta a nevét. Ő volt az egyetlen bosnyák nő, akit nemzeti hősnek nyilvánítottak az egykori Jugoszláviában, és aki az antifasiszta mozgalom tagjaként Arapuša település közelében, Velika Rujiška településen vesztette életét.

## Nevezetességei
A település központjában a Kula nevű helyen található a 2005-ben épített mai modern mecset. Elődjét, az 1964-ben épített régi mecsetet 1992-ben a boszniai háború során lerombolták. 1991-ig a gyülekezet háztartásainak száma 142 volt, ma már csak 80 háztartás tartozik hozzá. Eddig a következő imámok, khatibok és muallimok végeztek állandó imámi szolgálatot ebben a gyülekezetben: Ahmet Sijambasić, Dervis Zenkić, Ibrahim Nukić, és Mirzet Kauković efendi, aki a gyülekezet jelenlegi imámja.

## Híres emberek
Itt született 1870. december 28-án Džemaludin Čaušević muszlim teológus, gondolkodó, oktató, reformátor, újságíró, fordító és nyelvész. A 20. század egyik legjelentősebb és legbefolyásosabb bosnyák személyisége.

## Fordítás
- Ez a szócikk részben vagy egészben  az   Arapuša című bosnyák Wikipédia-szócikk ezen változatának fordításán alapul.  Az eredeti cikk szerkesztőit annak laptörténete sorolja fel. Ez a jelzés csupán a megfogalmazás eredetét és a szerzői jogokat jelzi, nem szolgál a cikkben szereplő információk forrásmegjelöléseként.